# Янгъягун
Янгъягун (Янкъягун, устар. Янг-Ягун) — река в России, протекает по территории Пуровского района Ямало-Ненецкого автономного округа, одна из составляющих реки Пякупур. Начинается в озере Янкъягунтойлор на высоте 121,5 метра над уровнем моря. Верховья заболочены, в среднем и нижнем течении вдоль реки произрастает лес из лиственницы, берёзы и сосны. Устье реки находится в 542 км по левому берегу Пякупура на высоте 86,3 метра над уровнем моря. Длина реки — 93 км.

## Притоки (км от устья)
- 7 км: река Ечтыпур[4] (правый)
- река Коръягун[6] (левый)
- 22 км: река Камчинъягун[3](левый)
- 36 км: река Пыряягун[3](правый)
- 66 км: река Асъягун[3] (правый)
- 78 км: река Мутыягун[7] (левый)

## Хозяйственное освоение
В верховьях реки между истоком и рекой Мутыягун расположен участок Южно-Соимлорского нефтегазового месторождения.

## Данные водного реестра
По данным государственного водного реестра России относится к Нижнеобскому бассейновому округу, водохозяйственный участок реки — Пур. Речной бассейн реки — Пур.